# Alkmaarderhout
Das Alkmaarderhout war ein Fußballstadion in der niederländischen Stadt Alkmaar, Provinz Nordholland. Es ist die ehemalige Heimat des Fußballclubs AZ Alkmaar aus der Eredivisie.

## Geschichte
Das 1948 erbaute Stadion mit einer Kapazität von 8.914 Plätzen war zunächst Heimspielstätte der Alkmaarsche Boys, später auch von Alkmaar’54, welches 1967 mit dem FC Zaanstreek zu AZ'67, dem heutigen AZ Alkmaar, fusionierte. Das Stadion war Schauplatz des Titelgewinns 1980/81 sowie des Einzugs in das Halbfinale des UEFA-Pokals in der Saison 2004/05.

## Das Ende als Heimspielstätte von AZ Alkmaar
Das Vorhaben der Clubführung zur Modernisierung von AZ Alkmaar beinhaltete auch den Bau eines neuen Stadions. Seit der Saison 2006/07 trägt der Verein seine Heimspiele im AFAS Stadion (eröffnet im August 2006 als DSB Stadion) direkt an der A9 aus. Das letzte Spiel im Alkmaarderhout war ein Freundschaftsspiel zwischen zwei Mannschaften, angeführt von Michael Buskermolen bzw. Barry van Galen, zwei Clublegenden von AZ, die nach der Saison 2005/06 ihre aktive Karriere beendeten. Danach begann der Abriss des Stadions.